# Рибосомний білок L11
Рибосомний білок L11 (англ. Ribosomal protein L11) – білок, який кодується геном RPL11, розташованим у людей на короткому плечі 1-ї хромосоми.  Довжина поліпептидного ланцюга білка становить 178 амінокислот, а молекулярна маса — 20 252.
| 10         |  | 20         |  | 30         |  | 40         |  | 50         |
| ---------- |  | ---------- |  | ---------- |  | ---------- |  | ---------- |
| MAQDQGEKEN |  | PMRELRIRKL |  | CLNICVGESG |  | DRLTRAAKVL |  | EQLTGQTPVF |
| SKARYTVRSF |  | GIRRNEKIAV |  | HCTVRGAKAE |  | EILEKGLKVR |  | EYELRKNNFS |
| DTGNFGFGIQ |  | EHIDLGIKYD |  | PSIGIYGLDF |  | YVVLGRPGFS |  | IADKKRRTGC |
| IGAKHRISKE |  | EAMRWFQQKY |  | DGIILPGK   |  |            |  |            |

A: Аланін

C: Цистеїн

D: Аспарагінова кислота

E: Глутамінова кислота

F: Фенілаланін

G: Гліцин

H: Гістидин

I: Ізолейцин

K: Лізин

L: Лейцин

M: Метіонін

N: Аспарагін

P: Пролін

Q: Глутамін

R: Аргінін

S: Серин

T: Треонін

V: Валін

W: Триптофан

Цей білок за функціями належить до рибонуклеопротеїнів, рибосомних білків. 
Білок має сайт для зв'язування з РНК, рРНК. 
Локалізований у ядрі.